# Динамо (стадион, Воронеж)
«Динамо» — старейшее спортивное сооружение Воронежа, домашняя арена одноимённого футбольного клуба.
До открытия стадиона спортивные площадки имелись, но они были плохо оборудованы и не имели архитектурно оформленного облика. Футбольный матчи проводились главным образом на пустыре Кадетского плаца (ныне парк «Орлёнок»). Новый стадион был построен за 94 дня на северном краю Воронежа, рядом с парком культуры и отдыха.
Стадион имел эффектно оформленный вход и состоял из большой открытой спортивной арены с трибунами на 20 тысяч человек и здание спортивного клуба с кинотеатром и универсальным спортивным залом. Был построен по проекту Л. З. Чериковера, одного из авторов одноимённого стадиона в Москве.
Во время Великой Отечественной войны был разрушен. Восстановлен в 1949 году по проекту А. В. Миронова. Однако вместимость составляла теперь всего лишь 5 тысяч человек. Здание спортивного клуба было восстановлено в 1969 году как дворец спорта.